# Бенгель, Иоганн Альбрехт

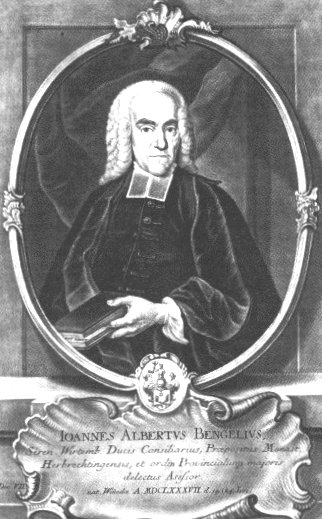

Иоганн Альбрехт Бенгель (нем. Johann Albrecht Bengel; 24 июля 1687, Винненден — 2 ноября 1752, Штутгарт) — немецкий лютеранский библеист и теолог, основоположник текстологии Нового Завета.
Впервые предпринял попытку сгруппировать рукописи Нового Завета в начале XVIII века. Начал развивать методологию текстологического исследования.
Бенгель выделил две большие группы («народы») рукописей: «азиатскую» (включающую рукописи более позднего времени, происходившие из Константинополя и близлежащих районов) и «африканскую» (в которую вошли рукописи двух подгрупп, представленных Александрийским кодексом и старолатинским текстом). Именно этот аспект исследований Бенгеля получил развитие в трудах его последователей, разрабатывавших концепции учёного в XVIII и XIX веке.

## Биография
Отец учёного умер в 1693 году, и Бенгеля обучал друг, учитель в одной из гимназий Штутгарта. В 1703 году Бенгель покинул Штутгарт и поступил в Тюбингенский университет студентом лютеранской богословской семинарии. Свободное время он посвящал внимательному изучению трудов Аристотеля и Спинозы, а также богословских работ Филипа Шпенера, Иоганна Арндта (нем. Johann Arndt) и Августа Франке. Бенгель настолько хорошо знал метафизику Спинозы, что один из профессоров выбрал его для подготовки материалов трактата De Spinosismo, который позднее был опубликован.
После окончания университета Бенгель посвятил себя богословию. Бенгель был близок к кругам немецких пиетистов, стремившихся возродить духовную жизнь лютеранства;  знакомясь с методами изучения Библии, он не считался с конфессиональными границами. Уже в это время его мучили религиозные сомнения; в свете его позднейших работ интересно то, что одной из причин его сомнений была сложность с выбором первоначального чтения в некоторых пассажах греческого Нового Завета. В 1707 году Бенгель был рукоположён и назначен на приход в Метцингене. В следующем году он был вызван в Тюбинген для занятия должности учителя богословия. Здесь он оставался до 1713 года, и был назначен главой семинарии, открытой в Денкендорфе в качестве подготовительной школы богословского факультета.
Перед вступлением в свою новую должность Бенгель путешествовал по Германии, объехав большую часть страны, изучая различные образовательные системы и посещая как иезуитские, так и лютеранские и реформатские семинарии. Помимо других мест он был в Хайдельберге и Галле, в Хайдельберге его внимание привлёк труд Герхарда фон Маастрихта, посвященный критике библейского канона, а в Галле — работе Anacrisis ad Apocalypsin Кампеиуса Витринга (англ. Campeius Vitringa). В некоторых работах Бенгеля говорится о влиянии, которое эти работы оказали на богословие Бенгеля. Двадцать восемь лет Бенгель был начальником (Klosterpraeceptor) монастырской школы в Денкендорфе, семинарии для кандидатов в священство, устроенной в бывшем монастыре каноников ордена Гроба Господня.
Основные работы Бенгеля были написаны им в период педагогической деятельности, денкендорфский период. В 1741 году он был назначен «прелатом» (Генеральным суперинтендантом) в Хербрехтинген (Баден-Вюртемберг), где и оставался до 1749 года, когда получил должность советника консистории и прелата в Альпирсбахе, с резиденцией в Штутгарте. Он посвятил себя обязанностям члена консистории. Тогда же Бенгель приобрел популярность своими беседами о Библии с народом. Церковные суды в то время занимал сложный вопрос: как следовало относиться к тем, кто отделился от церкви, и насколько терпимо следовало относиться к собраниям, целью которых было религиозное образование, проводимым в частных домах. Светские власти (герцог Вюртембергский был римо-католиком) склонялись к репрессивным мерам, в то время как члены консистории, признавая положительный эффект этих встреч, были склонны разрешить их. Бенгель был на стороне членов консистории. В 1751 году он получил степень доктора богословия (лат. Divinitatis Doctor) в Тюбингенском университете.
Восемнадцать лет длилось противостояние Бенгеля и Николая-Людвига, графа Цинцендорфа, лидера моравских братьев в Хернхуте, Саксонии. Результатом был раскол между моравскими братьями и строгим пиетизмом, характерным для Вюртемберга, представителем которого был Бенгель. Бенгель своим догматическим учением, превращавшим божественный план спасения в систему, противостоял динамическим, экуменическим, миссионерским усилиям Цинцендорфа, равнодушного к догматическим и конфессиональным разделениям. Бенгель пытался манипулировать историческими календарями в хилиастической попытке предсказать время конца света, а Циннцендорф назвал его попытки суеверным «толкованием знаков».
Бенгеля причисляют к учёным-библеистам, поскольку он создал критическое издание Нового Завета и экзегетический комментарий на Новый Завет Gnomon.

## Греческий Новый Завет
Тщательно изучив множество изданий и рукописей Библии, Бенгель пришёл к выводу, что общепринятый текст (Textus Receptus) необходимо выверить, учитывая разночтения и варианты. Он положил начало этой работе, издав Новый Завет с критическим аппаратом, который надолго стал классическим образцом текстуальной критики.
Критическое издание греческого Нового Завета, подготовленное Бенгелем, вышло в свет в 1734 году в Тюбингене, а также в том же году в Штутгарте, однако без критического аппарата. Уже в 1725 году в дополнение к изданию Chrysostoms De Sacerdotioон написал Prodromus Novi Testamenti Graeci recte cauteque adornandi, где говорилось о принципах, на которых должно было основываться его издание Нового Завета. Подготавливая издание, Бенгель сделал коллации более 20 рукописей (ни одна из них не признаётся сейчас сколько-нибудь важной), коллации 12 рукописей были сделаны им лично. Составляя базовый текст своего издания, Бенгель ограничил себя условием — в базовом тексте могли быть только такие чтения, которые уже были использованы в одном из уже бывших печатных изданий греческого Нового Завета. От этого условия он отступил только в Апокалипсисе, текст которого сильно отличался в различных изданиях, и Бенгель счёл возможным использовать чтения из манускриптов. Внизу страницы были расположены разночтения, различную степень важности которых Бенгель обозначил первыми пятью буквами греческого алфавита: α обозначало чтение, которое Бенгель считал первоначальным, хотя и он и не решился поместить это чтение в основной текст; β — чтение, которое по мнению Бенгеля было лучшим, чем в тексте; γ — равноценное с чтением в базовом тексте; δ — чтение худшее, чем в тексте. Текст был поделён на параграфы, хотя во внутренних ссылках использовалась деление на главы Стефануса.
За текстом следовал критический аппарат, первую половину которого составляло введение в критику Нового Завета, в 34 параграфе которого он объяснял своё знаменитое правило Proclivi scriptioni praestat ardua (более сложное чтение должно предпочитаться более простому), ставшее одном из основных законов текстологии. Вторую часть критического аппарата составлял разбор различных чтений, здесь Бенгель предоставлял читателю материал как в пользу, так и против того или иного чтения, позволяя составить собственное мнения о тексте. Бенгель был первым, кто высказал и начал развивать теорию «семей», или типов рукописей.
Исследования новозаветных рукописей привели Бенгеля к заключению, что между свидетелями греческого Нового Завета: рукописями, переводами и произведениями церковных писателей существует определённое сходство; например, если определённое чтение было в одной из рукописей, то оно, как правило, находилось и в других рукописях того же класса; это сходство должно было говорить об общем происхождении всех свидетелей текста, имеющих общее чтение. Сперва Бенгель хотел разделить все рукописи на три группы, но затем выделил две группы источников: африканскую (более древние рукописи) и азиатскую (менее древние рукописи), которой приписывалось второстепенное значение. Теорию развил Иоганн Землер, а затем разработал Иоганн Грисбах
Текстологические изыскания Бенгеля много критиковались по самым различным причинам. Так же как Бриану Вальтону и Джону Миллу, ему пришлось столкнуться с теми, что богодухновенность слова Божьего ставилась под сомнение теми, кто пытался указать на различную степень достоверности чтений в различных рукописях. Иоганн Веттштайн, с другой стороны, обвинял его в недостаточно свободном использовании критических материалов. В ответ Бенгель написал Защиту греческого текста Нового Завета (1736), содержавшую ответ оппонентам, в особенности Веттштайну. Издание Бенгеля длительное время было авторитетным среди учёных-библеистов и часто переиздавалось. Расширенное издание критического издания было издано Филипом Дэвидом Борком (англ. Philip David Burk) в 1763 году.

## Gnomon Novi Testamenti
Другой труд Бенгеля, на котором основана его известность как экзегета, это Gnomon Novi Testamenti, или «Экзегетические замечания к Новому Завету», опубликованные в 1742 году. Эта книга — плод двадцатилетнего труда учёного, поражает читателя краткостью выражения мысли, как про неё говорили, «здесь в одной строчке больше смысла, чем в страницах текста других авторов». Бенгель скромно озаглавил книгу «Gnomon», или «индекс», и его задачей было скорее подвести читателя к самостоятельному постижению смысла новозаветного текста, чем избавить читателя от труда постижения смысла текста. Принципом толкования было — не привносить ничего в Писание, но добыть из текста все возможные смыслы, при этом строго придерживаясь грамматических и исторических правил, не размываемых соображениями догматики, и не использовать символических толкований. Бенгель надеялся, что его книга разбудит интерес к исследованиям Нового Завета, и эти надежды оправдались. Книга много раз переиздавалась, была переведена с латинского языка на немецкий и английский, и долгое время использовалась толкователями — Джон Уэсли, один из основателей методизма, использовал сочинение Бенгеля при составлении 'Expository Notes upon the New Testament (1755).
Кроме описанных выше двух работ, Бенгель был автором и редактором многочисленных трудов по классической филологии, патристике, экклезиологии, толкованию. Наиболее значительны — Ordo Temporum, о хронологии Писания, в которую также вошли спекуляции Бенгеля на тему Конца света, и Exposition of the Apocalypse, бывшая очень популярной в Германии и переведённая на несколько языков. Почти 200 лет спустя герои Германа Гессе в книге «Игра в бисер» обсуждают работы Бенгеля.

## Значение трудов
Бенгель — один из основоположников библейской текстуальной критики и палеографии нового времени.
Как протестант Бенгель исходил из мысли, что святость Писания вытекает из него самого. Хотя его критические труды и вызывали недоверие у многих протестантов и католиков, он искренне был убежден, что в Библии людям дано Слово Божье. «Ничего не вноси в Писание, — говорил он, — но все черпай из него и ничего не упускай из того, что в нем заключается». Ради этого принципа Бенгель настаивал на строгом соблюдении одного из правил герменевтики — исследуя текст, не ограничиваться отрывками и цитатами, а брать его в целостном контексте.
Бенгель первым высказал мысль, что текстуальные разночтения не затрагивают вероучительного содержания Библии. В Gnomon Novi Testamenti он применил метод объяснения Священного Писания через само Писание, который проложил путь библейскому богословию как самостоятельной дисциплине.
Влияние имели попытки Бенгеля оперировать библейскими цифрами и даже предсказать конец мира на основе Откровения. Подобные домыслы относятся к тому, что Гарнак назвал «библейской алхимией».